# Maï Aïche
Maï Aïche è un comune del Ciad situato nel dipartimento di Dourbali, provincia di Chari-Baguirmi.